# Anad Abid
Anad Abid Twaresh (ur. 3 sierpnia 1955) – iracki piłkarz, reprezentant kraju, grającej na pozycji pomocnika.

## Kariera klubowa
Abid swoją przygodę z futbolem rozpoczął w 1976 w zespole Al-Tijara. Rok później stał się piłkarzem Amanadu Bagdad, w którym występował przez kolejne pięć sezonów. Następnie dołączył do Salahaddin, z którym sięgnął po mistrzostwo Iraqi Premier League w sezonie 1982/83. 
W 1984 został zawodnikiem Al-Rasheed. Pomógł drużynie zdobyć Arabską Ligę Mistrzów w 1985. Sezon 1986/87 rozegrał w Al-Zawraa, po czym powrócił do Salahaddin. Kolejnym klubem w karierze Abida był Al-Naft. W 1989 po raz drugi stał się piłkarzem Amanadu, którego barw bronił przez kolejne 4 lata. Pod koniec kariery grał dla Al-Umal oraz Al-Khutoot, w którym w 1996 zakończył karierę piłkarską. 

## Kariera reprezentacyjna
Abid w drużynie narodowej Iraku zadebiutował 15 czerwca 1985 w przegranym 0:2 spotkaniu z Irakiem. W 1986 został powołany przez trenera Evaristo de Macedo na Mistrzostwa Świata, gdzie reprezentacja Iraku odpadła w fazie grupowej. Abid zagrał na turnieju w meczu z gospodarzem mistrzostw Meksykiem.
Mecz z Meksykiem był ostatnim dla Abida w reprezentacji, dla której w latach 1985–1986 wystąpił w 11 spotkaniach, w których strzelił 6 bramek. 
| Mecze i gole w reprezentacji | Mecze i gole w reprezentacji | Mecze i gole w reprezentacji | Mecze i gole w reprezentacji | Mecze i gole w reprezentacji | Mecze i gole w reprezentacji | Mecze i gole w reprezentacji  |
| #                            | Data                         | Miasto                       | Przeciwnik                   | Gol                          | Wynik                        | Rozgrywki                     |
| ---------------------------- | ---------------------------- | ---------------------------- | ---------------------------- | ---------------------------- | ---------------------------- | ----------------------------- |
| 1.                           | 15.06.1985                   | Seul                         | Korea Południowa             |                              | 0:2                          | towarzyski                    |
| 2.                           | 04.07.1985                   | Al-Hawijja                   | Bahrajn                      | Gol                          | 1:1                          | Puchar Narodów Arabskich 1985 |
| 3.                           | 08.07.1985                   | Al-Hawijja                   | Mauretania                   | Gol                          | 2:0                          | Puchar Narodów Arabskich 1985 |
| 4.                           | 10.07.1985                   | Al-Hawijja                   | Arabia Saudyjska             | Gol · Gol                    | 3:2                          | Puchar Narodów Arabskich 1985 |
| 5.                           | 12.07.1985                   | Al-Hawijja                   | Bahrajn                      | Gol                          | 1:0                          | Puchar Narodów Arabskich 1985 |
| 6.                           | 03.08.1985                   | Sattat                       | Libia                        | Gol                          | 2:0                          | Igrzyska panarabskie 1985     |
| 7.                           | 16.08.1985                   | Rabat                        | Maroko                       |                              | 1:0                          | Igrzyska panarabskie 1985     |
| 8.                           | 20.09.1985                   | Dubaj                        | Zjednoczone Emiraty Arabskie |                              | 3:2                          | El. MŚ 1986                   |
| 9.                           | 14.03.1986                   | Bagdad                       | Rumunia                      |                              | 1:1                          | towarzyski                    |
| 10.                          | 17.03.1986                   | Bagdad                       | Rumunia                      |                              | 0:0                          | towarzyski                    |
| 11.                          | 11.06.1986                   | Meksyk                       | Meksyk                       |                              | 0:1                          | MŚ 1986                       |

## Sukcesy
Salahaddin
- Iraqi Premier League (1): 1982/83

Al-Rasheed
- Arabska Liga Mistrzów (1): 1985